# ピアス病菌

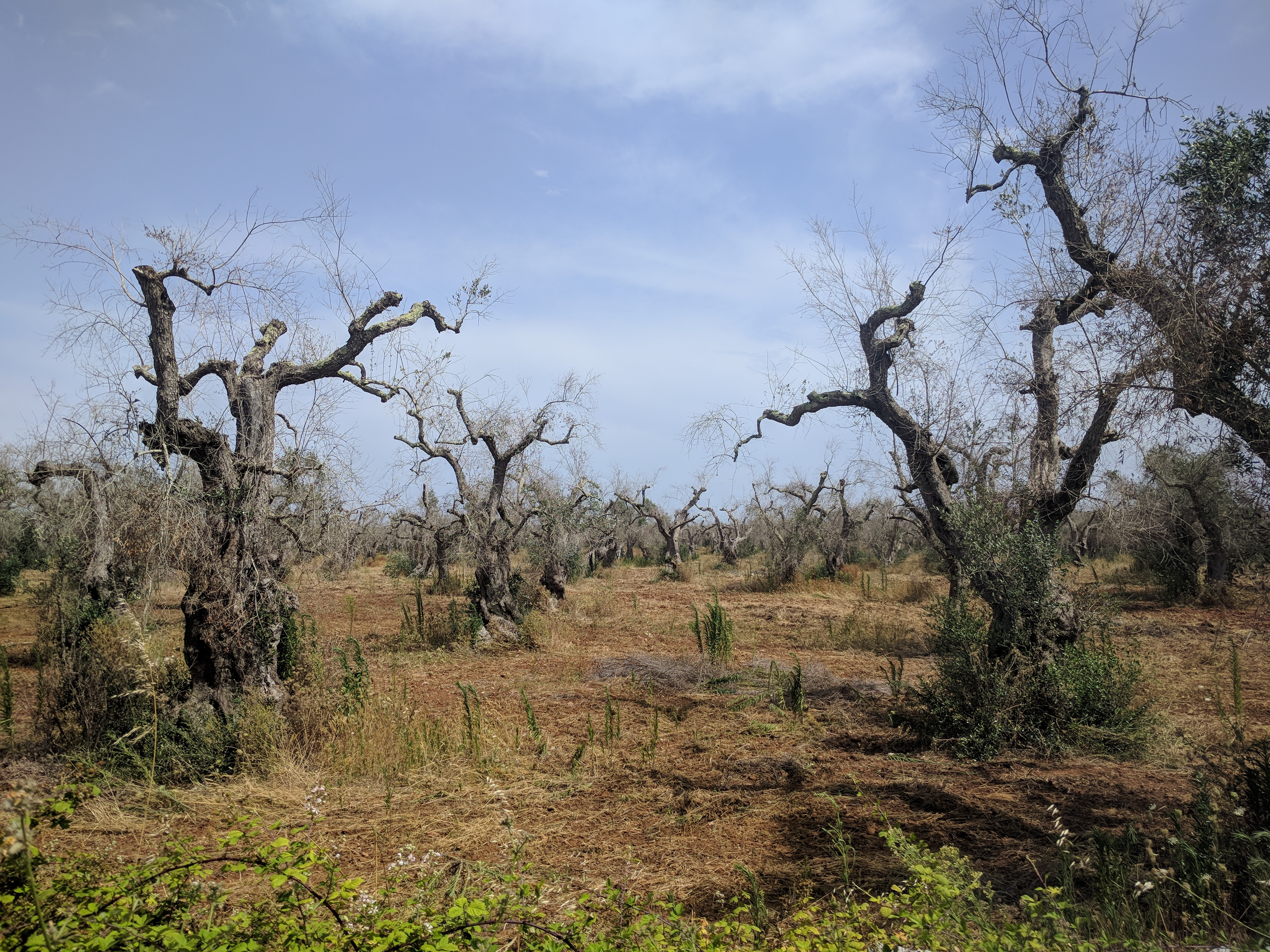
2019年、イタリアの Xylella fastidiosa に感染したオリーブ畑

ピアス病菌（ピアスびょうきん、Xylella fastidiosa ）は、オリーブ、コーヒー、ブドウなど多くの植物を枯死させるピアス病（Pierce's Disease）の原因となる病原菌である。
感染する植物は350種以上確認されており、発病はほとんどアメリカ大陸であるが、ヨーロッパ、中東、台湾などでも発生している。多くの植物は、病気に罹っていても無症候性キャリアであり、拡大防止を難しくしている。
日本においては、検疫有害動植物（輸入検疫有害菌）であり、検査で本菌が発見された荷口については廃棄する事になっている。

## ピアス病
ヨコバイ科の昆虫であるブルーグリーン・シャープシューターの唾液にピアス病菌は寄生し、植物の樹液を昆虫が吸った時に傷口から感染する。
1982年にアメリカ農務省のピアス博士が発見したことからこの名がある。
ピアス病は1990年代後半にカルフォルニア州で深刻なブドウ被害を発生させた。2013年にはイタリアで出現。イタリアではオリーブの木100万本に枯死被害が発生したこともある。
2016年10月にはスペインのバレアレス諸島マヨルカ島の園芸店でサクラの木から確認され、最終的に計1900本以上の木が処分された。2017年2月にはスペインのバレアレス諸島のオリーブやサクラ、アーモンドなどの木の多くからピアス病菌が確認された。

## 症状
木部道管内、根、茎及び葉内で増殖する。細菌の凝集、植物によるチロースや粘着物の形成により道管を詰まらせ、植物を枯れさせる。また、細菌は感染部位で増殖するが、植物体内を循環することはない。